# Escombres-et-le-Chesnois
Escombres-et-le-Chesnois – miejscowość i gmina we Francji, w regionie Grand Est, w departamencie Ardeny.
Według danych na rok 1990 gminę zamieszkiwało 278 osób, a gęstość zaludnienia wynosiła 34 osób/km².